# Przeciwciała anty-CCP
Przeciwciała przeciw cyklicznemu cytrulinowanemu peptydowi, autoprzeciwciała anty-CCP (ang. anti-cyclic citrullinated peptide autoantibodies, aCCP) – autoprzeciwciała wykrywane w testach laboratoryjnych z użyciem syntetycznych cyklicznych peptydów bogatych w cytrulinę jako antygenów wiążących. Ich dawne nazwy - także od stosowanych niegdyś testów - to przeciwciała antykeratynowe (AKA), przeciwciała antyfilagrynowe (AFA) i przeciwciała przeciwko czynnikowi okołojądrowemu (APF). Z perspektywy immunologicznej, stanowią one rodzinę immunoglobulin skierowanych przeciw różnym białkom i peptydom zawierającym cytrulinę. Cytrulina nie jest aminokwasem wykorzystywanym do syntezy białek, lecz powstaje ona w posttranslacyjnej deiminacji reszt argininy, katalizowanej przez eznym deiminazę peptydyloargininową (ang. peptidylarginine deiminase, PAD). Dużą aktywność PAD i – co za tym idzie – obecność cytrulinowanych białek, stwierdza się w rozmaitych tkankach zmienionych zapalnie. Częste występowanie przeciwciał anty-CCP we krwi chorych na reumatoidalne zapalenie stawów, wiąże się z ich istotną skłonnością do odpowiedzi autoimmunologicznej przeciw cytrulinowanym białkom. Ta z kolei ma być skutkiem współdziałania czynników środowiskowych i predyspozycji genetycznych. W opisanej sytuacji, białka zawierające cytrulinę pełnią rolę autoantygenów. Wysokie stężenia cytrulinowanych białek wykazano m.in. w błonie maziowej stawów w przebiegu RZS. Cytrulinacja białek maziówki prowadzi do powstawania autoantygenów, które wywołują odpowiedź autoimmunologiczną. Jej odzwierciedleniem są wykrywane we krwi chorych autoprzeciwciała anty-CCP. Poza testami anty-CCP, służącymi do zbiorczej oceny różnych ACPA, istnieją też zestawy do wykrywania autoprzeciwciał przeciw konkretnym cytrulinowanym białkom, np. wimentynie (zwanej autoantygenem Sa).

## Znaczenie
Oznaczanie przeciwciał aCCP ma na celu jakościową i ilościową ocenę procesu autoimmunologicznego przeciw cytrulinowanym antygenom organizmu, który ma miejsce zdecydowanie częściej u osób chorych na RZS w porównaniu do osób zdrowych, jak również chorych na inne choroby autoimmunologiczne. Test znajduje zastosowanie w rozpoznawaniu RZS, szczególnie we wczesnej fazie, różnicowaniu RZS z innymi postaciami zapalenia stawów o podobnym obrazie klinicznym oraz w ocenie ryzyka występowania zmian nadżerkowych w stawach.

## Metody oznaczania
Metodyka oznaczeń różni się w zależności od stosowanego przez dane laboratorium zestawu diagnostycznego. Na ogół przeciwciała aCCP oznacza się w osoczu lub surowicy surowicy krwi żylnej. Po pobraniu próbki krwi materiał powinien zostać jak najszybciej oddzielony od krwinek lub skrzepu (odwirowany); może być przechowywany do 24 godzin w temperaturze 2–8 °C. Przechowywanie ponad dobę wymaga zamrożenia próbki.
Przeciwciała aCCP oznacza się metodami immunochemicznymi, takimi jak immunoenzymatyczne (ELISA, MEIA), immunofluoroenzymatyczna (FEIA) lub immunochemiluminescencyjne. W obecnie używanych metodach drugiej generacji antygeny wiążące oznaczane przeciwciała uzyskano drogą przeszukiwania bibliotek peptydów zawierających cytrulinę z użyciem surowic chorych na RZS.

## Przyczyny wyniku nieprawidłowego
Najczęstszą i najważniejszą przyczyną dodatniego wyniku oznaczenia przeciwciał aCCP jest RZS. Ponadto przeciwciała te ze znacznie mniejszą częstością lub sporadycznie mogą występować w następujących chorobach:
1. młodzieńcze idiopatyczne zapalenie stawów (2–40% chorych)
2. zesztywniające zapalenie stawów kręgosłupa (1%)
3. toczeń rumieniowaty układowy (2–8%)
4. zespół Sjögrena (3%)
5. twardzina układowa (5%)
6. zapalenie stawów w przebiegu zakażenia HCV (do 5,7%)
7. łuszczycowe zapalenie stawów (2–7,8%)
8. borelioza (2%)

## Przydatność kliniczna

### Diagnostyka reumatoidalnego zapalenia stawów (RZS)
Częstość występowania przeciwciał aCCP u chorych na RZS ocenia się na ok. 75% w zaawansowanym okresie choroby oraz na ok. 61% we wczesnym RZS. Ponadto występują u 35–80% seronegatywnych chorych na RZS, czyli z ujemnym wynikiem oznaczenia czynnika reumatoidalnego w klasie IgM. Pojawienie się przeciwciał aCCP we krwi może nawet na 10–14 lat wyprzedzać wystąpienie objawów, ze znacznym wzrostem częstości ich występowania 1,5 roku przed klinicznym ujawnieniem się RZS. Jest to przydatna cecha przeciwciał aCCP, ponieważ powszechnie stosowane kryteria diagnostyczne American College of Rheumatology rzadko są spełnione we wczesnej fazie choroby. Za uzasadnione przyjmuje się wyodrębnienie na podstawie występowania przeciwciał aCCP grupy chorych z niezróżnicowanym zapaleniem stawów, u których w ciągu 2–3 lat może się rozwinąć RZS.
W rozpoznawaniu RZS przeciwciała aCCP mają czułość diagnostyczną zbliżoną do RF IgM, ale większą swoistość. Czułość diagnostyczna używanych powszechnie testów drugiej generacji do oznaczania przeciwciał aCCP wynosi ok. 61% we wczesnym okresie RZS oraz ok. 75% w zaawansowanym okresie choroby, natomiast swoistość diagnostyczną ocenia się na ok. 99% względem osób zdrowych i ok. 94% względem chorych na inne choroby reumatyczne.
Oznaczenie przeciwciał aCCP bywa również pomocne w różnicowaniu RZS z innymi zapaleniami stawów o podobnej symptomatologii. Bardzo rzadkie ich występowanie w zesztywniającym zapaleniu stawów kręgosłupa, toczniu rumieniowatym układowym, zespole Sjögrena, zapaleniu stawów w przebiegu zakażenia HCV i łuszczycowym zapaleniu stawów wspomaga różnicowanie RZS z tymi chorobami na podstawie wyniku oznaczenia omawianych przeciwciał.
Przeciwciała aCCP są poza tym niezależnym predyktorem zmian radiologicznych w RZS i ciężkiego przebiegu choroby. U chorych z przeciwciałami aCCP wykrywanymi we wczesnym okresie choroby ryzyko rozwinięcia się nadżerkowej postaci RZS jest zwiększone.

### Diagnostyka młodzieńczego idiopatycznego zapalenia stawów
Częstość występowania przeciwciał aCCP u chorych na młodzieńcze idiopatyczne zapalenie stawów (MIZS) wynosi 2–40%. Są one stwierdzane głównie w postaci o początku wielostawowym. W niektórych badaniach zwraca się uwagę na dużą swoistość diagnostyczną oznaczania tych przeciwciał w rozpoznawaniu MIZS.